# 沈旭
沈旭（1964年7月—），享受国务院特殊津贴专家，南京中医药大学教授。

## 生平
1992年毕业于安徽师范大学，1995年于中国科学院上海药物研究所获博士学位。曾任中国科学院上海药物研究所研究员、博士生导师。2016年调至南京中医药大学，先后任医学与生命科学学院院长，人力资源处处长，医学院院长。

## 学术贡献
主要从事代谢性疾病药物药理及药物研发研究。主持国家重点基础研究发展计划课题、国家杰出青年科学基金、国家自然科学基金重点项目等十余项。发表论文160余篇，获授权专利19项。

## 奖励与荣誉
- 2003年，获上海市科技进步一等奖（第三完成人）[4]
- 2006年，获明治乳业生命科学奖[5]
- 2006年，入选“新世纪百千万人才工程”国家级人选[6]
- 2007年，获“德标-CCRF中国奖”一等奖（第二完成人）[7]
- 2007年，获国家自然科学二等奖（第三完成人）[8]
- 2008年，获中国药学会科学技术奖二等奖（第二完成人）[9]